# Sophora velutina
Sophora velutina är en ärtväxtart som beskrevs av John Lindley. Sophora velutina ingår i släktet soforor, och familjen ärtväxter.

## Underarter
Arten delas in i följande underarter:
- S. v. zimbabweensis
- S. v. cavaleriei
- S. v. dolichopoda
- S. v. multifoliolata
- S. v. scandens
- S. v. velutina